# René Clair
René Clair, właśc. René-Lucien Chomette (ur. 11 listopada 1898 w Paryżu, zm. 15 marca 1981 w Neuilly-sur-Seine) – francuski reżyser, scenarzysta i aktor filmowy, także pisarz.

## Życie i twórczość
Był absolwentem Lycée Montaigne i Lycée Louis-le-Grand. Podczas I wojny światowej został zmobilizowany i skierowany do służby wojskowej w charakterze kierowcy ambulansu. Po wojnie został dziennikarzem. Pod pseudonimem René Després pisał w gazecie „L'Intransigeant”. Następnie prowadził dodatek filmowy do „Théâtre et Comœdia illustré”. Wystąpił także w kilku filmach jako aktor pod pseudonimem René Clair.
Jego pierwszy film, niemy Paryż śpi powstał według własnego scenariusza w 1923. Była to komedia oparta na pomyśle uśpienia miasta przez uczonego maniaka. Groteska filmowa pt. Antrakt (Entr'acte) zrealizowana rok później przyniosła młodemu reżyserowi rozgłos w kołach artystycznych Paryża. Sławę ogólnokrajową zdobył Clair dzięki Słomkowemu kapeluszowi (1927), dowcipnej satyrze obyczajowej na mieszczaństwo końca XIX wieku.
Jednak dopiero filmy dźwiękowe z lat 1930-1932 postawiły Claira w rzędzie mistrzów kina. Były to komedie i operetki z życia paryskiej ulicy: pierwszy francuski film dźwiękowy Pod dachami Paryża (1930), Milion (1931), 14 lipca (1933) oraz film-powiastka o charakterze filozoficznym Niech żyje wolność, którego wymowa skierowana była przeciwko mechanizacji życia.
Lata 1935-1946 spędził w Wielkiej Brytanii i USA. Wśród dzieł zrealizowanych w tym okresie wyróżniają się komedie fantastyczne: Upiór na sprzedaż, Ożeniłem się z czarownicą oraz Zdarzyło się to jutro.
Po II wojnie światowej Clair zrealizował we Francji trzy ważne filmy: Milczenie jest złotem, Urok szatana i Piękności nocy, a w 1955 nakręcił swój pierwszy film barwny – Wielkie manewry. Do jego końcowych realizacji filmowych należały Tout l'or du monde (Całe złoto świata, 1961) oraz Les Fêtes galantes (1965).
Zanim został reżyserem, był literatem, dziennikarzem i aktorem filmowym. W 1926 wydał powieść o tematyce filmowej Adams, a w latach 50. zbiór nowel Księżniczka chińska. Obok twórczości filmowej zajmował się również krytyką. Z tej dziedziny ukazała się w 1951 antologia jego prac teoretycznych zatytułowana Po namyśle.
W 1962 został członkiem Akademii Francuskiej, a w 1956 otrzymał honorowy doktorat uniwersytetu w Cambridge. Przewodniczył obradom jury konkursu głównego na 27. MFF w Cannes (1974).